# Schlitz (Vogelsbergkreis)

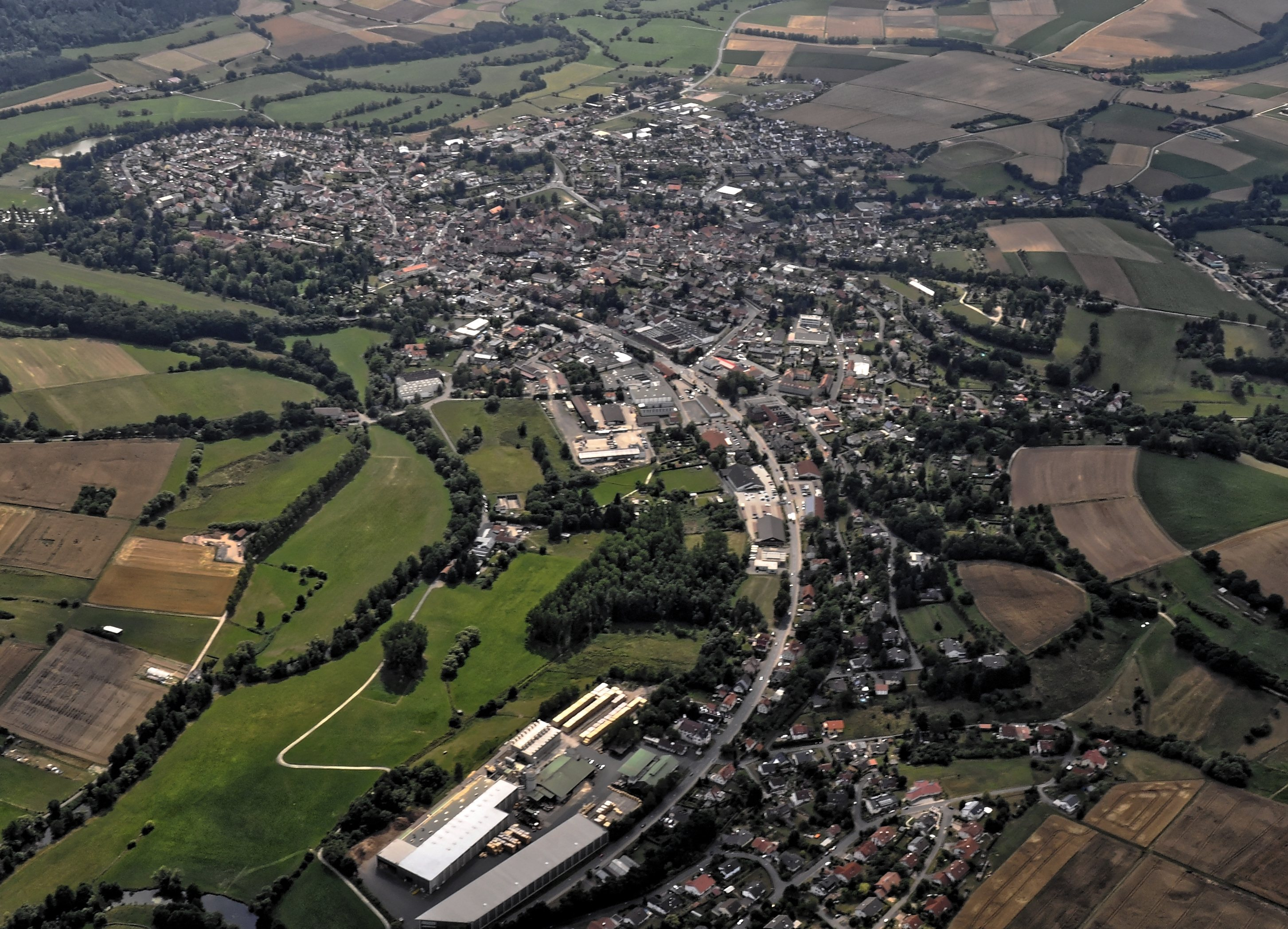
Schlitz von oben

Schlitz ist eine Kleinstadt im Osten des mittelhessischen Vogelsbergkreises. Durch die fünf Burgen der Stadt ist Schlitz über Hessen hinaus bekannt und wird daher auch als Romantische Burgenstadt Schlitz bezeichnet.

## Geografie

### Geografische Lage
Die Stadt Schlitz liegt am Fluss Schlitz kurz vor dessen Mündung in die Fulda. Flächenmäßig ist sie mit 142,09 km² die viertgrößte Stadt in Hessen nach Frankfurt, Wiesbaden und Oberzent.

### Nachbargemeinden
Schlitz grenzt im Norden an die Gemeinden Breitenbach und Niederaula (beide Landkreis Hersfeld-Rotenburg), im Osten an die Gemeinden Haunetal (Landkreis Hersfeld-Rotenburg) und Burghaun sowie die Stadt Hünfeld (beide Landkreis Fulda), im Südosten an die Stadt Fulda (Landkreis Fulda), im Süden an die Gemeinden Großenlüder und Bad Salzschlirf (beide Landkreis Fulda), im Nordwesten an die Stadt Grebenau, im Südwesten an die Gemeinde Wartenberg sowie im Westen an die Kreisstadt Lauterbach (alle drei Vogelsbergkreis).

### Stadtgliederung
Schlitz untergliedert sich in die folgenden Stadtteile:
Bernshausen,
Fraurombach,
Hartershausen,
Hemmen,
Hutzdorf,
Nieder-Stoll,
Ober-Wegfurth,
Pfordt,
Queck,
Rimbach,
Sandlofs,
Stadtgebiet Schlitz,
Üllershausen,
Ützhausen,
Unter-Schwarz,
Unter-Wegfurth und
Willofs.
Am 30. Juni 2017 hatte Schlitz selbst 4513 Einwohner.

### Klima
|                       | Jan  | Feb  | Mär  | Apr  | Mai  | Jun  | Jul  | Aug  | Sep  | Okt | Nov  | Dez  |   |     |
| Mittl. Tagesmax. (°C) | 0,0  | 1,0  | 5,0  | 8,0  | 12,0 | 16,0 | 18,0 | 17,0 | 14,0 | 9,0 | 5,0  | 2,0  | ⌀ | 9   |
| Mittl. Tagesmin. (°C) | −2,0 | −2,0 | 1,0  | 4,0  | 8,0  | 11,0 | 13,0 | 12,0 | 10,0 | 7,0 | 2,0  | −2,0 | ⌀ | 5,2 |
|                       |      |      |      |      |      |      |      |      |      |     |      |      |   |     |
| Sonnenstunden (h/d)   | 1,0  | 2,0  | 4,0  | 5,0  | 6,0  | 6,0  | 6,0  | 6,0  | 5,0  | 3,0 | 2,0  | 1,0  | ⌀ | 3,9 |
|                       |      |      |      |      |      |      |      |      |      |     |      |      |   |     |
| Regentage (d)         | 12,0 | 9,0  | 10,0 | 10,0 | 11,0 | 11,0 | 11,0 | 11,0 | 9,0  | 9,0 | 11,0 | 12,0 | Σ | 126 |

| −2,0 |

| −2,0 |

| 1,0 |

| 4,0 |

| 8,0 |

| 11,0 |

| 13,0 |

| 12,0 |

| 10,0 |

| 7,0 |

| 2,0 |

| −2,0 |

| −2,0 |

| −2,0 |

| 1,0 |

| 4,0 |

| 8,0 |

| 11,0 |

| 13,0 |

| 12,0 |

| 10,0 |

| 7,0 |

| 2,0 |

| −2,0 |

## Geschichte

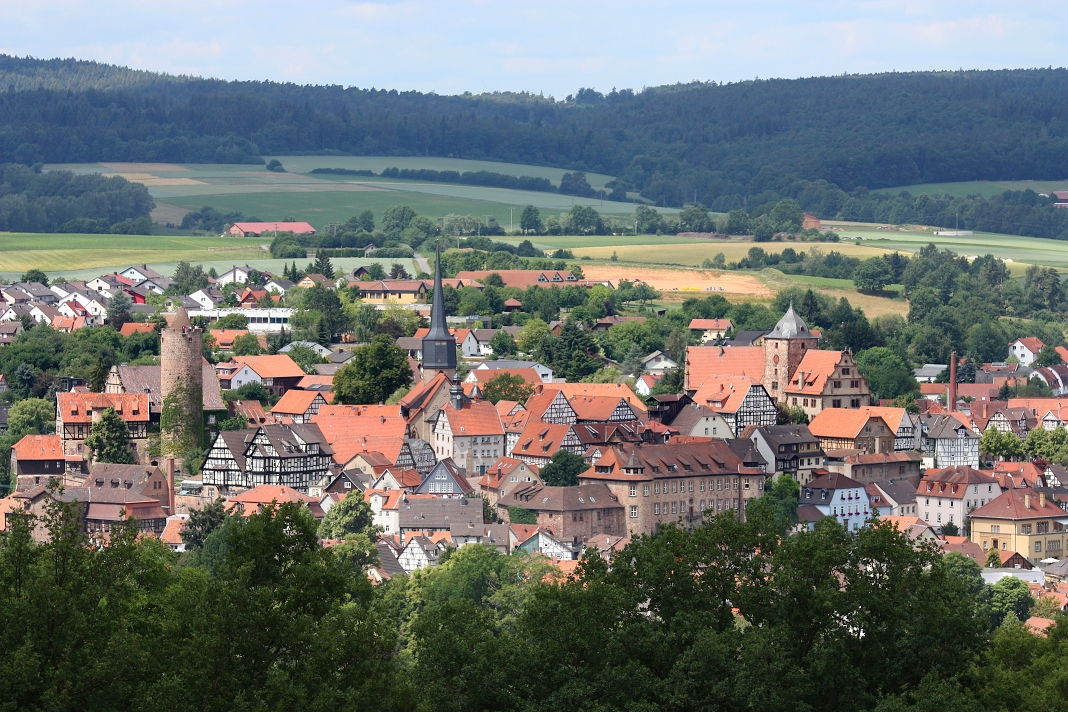
Blick auf die Altstadt

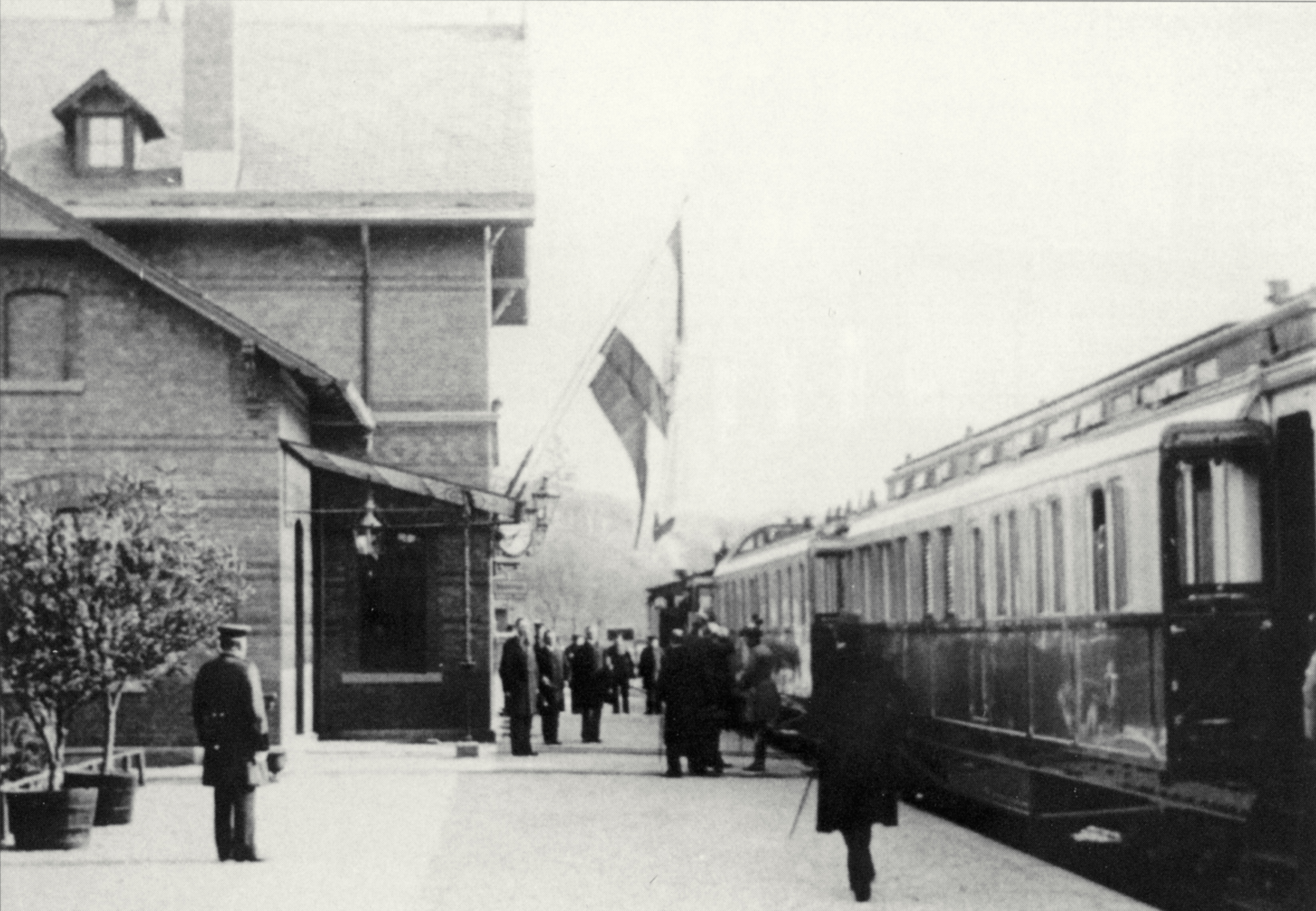
Ankunft Kaiser Wilhelms II. mit seinem Hofzug im Bahnhof Schlitz, 18. April 1906

Die älteste erhaltene Erwähnung von Schlitz stammt von 812.
Die Herren von Schlitz bauten in Mittelalter und Früher Neuzeit eine Herrschaft aus Lehen auf, die sie vom Hochstift Fulda erhalten hatten. Mit Einführung der Reformation 1546 und als Folge des Dreißigjährigen Krieges lösten sie sich immer weiter von Fulda. 1806 fiel die Landeshoheit der Herrschaft Schlitz im Zuge der Bildung des Rheinbunds und der Mediatisierung der Grafen von Schlitz an das neu gebildete Großherzogtum Hessen. In der Folge war die Herrschaft Schlitz eine hessische Standesherrschaft, zu der neben der Stadt Schlitz 16 Dörfer gehörten.
In Schlitz galten die Schlitzer Verordnungen aus dem 18. Jahrhundert zusammen mit Teilen des Fuldischen Rechts als Partikularrecht. Das Gemeine Recht galt nur, soweit diese speziellen Regelungen für einen Sachverhalt keine Bestimmungen enthielten. Dieses Sonderrecht behielt seine Geltung auch während der Zugehörigkeit zum Großherzogtum Hessen im 19. Jahrhundert. In der gerichtlichen Praxis wurden die Verordnungen aber nur noch selten angewandt. Das Partikularrecht wurde zum 1. Januar 1900 von dem einheitlich im ganzen Deutschen Reich geltenden Bürgerlichen Gesetzbuch abgelöst.
Einen bedeutenden Handwerkszweig bildete bis zur Mitte des 19. Jahrhunderts die Leinenweberei, im Jahr 1823 wurden 176 Leinenweber gezählt.
siehe auch Burg Niederschlitz

### Eingemeindungen
Hutzdorf gehört seit dem 1. Januar 1969 zu Schlitz. Im Vorfeld der Gebietsreform in Hessen wurden am 31. Dezember 1971 die bis dahin selbständigen Gemeinden Bernshausen, Fraurombach, Hemmen, Nieder-Stoll, Ober-Wegfurth, Pfordt, Queck, Rimbach, Sandlofs, Üllershausen, Ützhausen, Unterwegfurth und Willofs eingegliedert. Am 1. August 1972 kamen Kraft Landesgesetzes Hartershausen und Unter-Schwarz hinzu.

### Einwohnerentwicklung
Quellen:

## Politik

### Stadtverordnetenversammlung
Die Kommunalwahl am 14. März 2021 lieferte folgendes Ergebnis, in Vergleich gesetzt zu früheren Kommunalwahlen:
| Aktuelle Sitzverteilung in der StadtverordnetenversammlungInsgesamt 31 Sitze - SPD: 7 - BLS: 5 - FDP: 3 - CDU: 16 | Parteien und Wählergemeinschaften | Parteien und Wählergemeinschaften           | % 2021 | Sitze 2021 | % 2016 | Sitze 2016 | % 2011 | Sitze 2011 | % 2006 | Sitze 2006 | % 2001 | Sitze 2001 |
| Aktuelle Sitzverteilung in der StadtverordnetenversammlungInsgesamt 31 Sitze - SPD: 7 - BLS: 5 - FDP: 3 - CDU: 16 | CDU                               | Christlich Demokratische Union Deutschlands | 50,0   | 16         | 42,5   | 13         | 44,2   | 14         | 47,8   | 18         | 47,8   | 18         |
| Aktuelle Sitzverteilung in der StadtverordnetenversammlungInsgesamt 31 Sitze - SPD: 7 - BLS: 5 - FDP: 3 - CDU: 16 | SPD                               | Sozialdemokratische Partei Deutschlands     | 24,2   | 7          | 31,6   | 10         | 38,2   | 12         | 36,4   | 13         | 34,7   | 13         |
| Aktuelle Sitzverteilung in der StadtverordnetenversammlungInsgesamt 31 Sitze - SPD: 7 - BLS: 5 - FDP: 3 - CDU: 16 | BLS                               | Bunte Liste Schlitzerland                   | 14,9   | 5          | 15,9   | 5          | 10,7   | 3          | —      | —          | —      | —          |
| Aktuelle Sitzverteilung in der StadtverordnetenversammlungInsgesamt 31 Sitze - SPD: 7 - BLS: 5 - FDP: 3 - CDU: 16 | FDP                               | Freie Demokratische Partei                  | 10,9   | 3          | 10,0   | 3          | 6,9    | 2          | 7,7    | 3          | 8,0    | 3          |
| Aktuelle Sitzverteilung in der StadtverordnetenversammlungInsgesamt 31 Sitze - SPD: 7 - BLS: 5 - FDP: 3 - CDU: 16 | UBL                               | Unabhängige Bürgerliste Schlitz             | —      | —          | —      | —          | —      | —          | 8,2    | 3          | 9,5    | 3          |
| Aktuelle Sitzverteilung in der StadtverordnetenversammlungInsgesamt 31 Sitze - SPD: 7 - BLS: 5 - FDP: 3 - CDU: 16 | Gesamt                            | Gesamt                                      | 100,0  | 31         | 100,0  | 31         | 100,0  | 31         | 100,0  | 37         | 100,0  | 37         |
| Aktuelle Sitzverteilung in der StadtverordnetenversammlungInsgesamt 31 Sitze - SPD: 7 - BLS: 5 - FDP: 3 - CDU: 16 | Wahlbeteiligung in %              | Wahlbeteiligung in %                        | 53,5   | 53,5       | 55,1   | 55,1       | 52,6   | 52,6       | 52,6   | 52,6       | 52,6   | 52,6       |

### Bürgermeister
Nach der hessischen Kommunalverfassung wird der Bürgermeister für eine sechsjährige Amtszeit gewählt, seit dem Jahr 1993 in einer Direktwahl, und ist Vorsitzender des Magistrats, dem in der Stadt Schlitz neben dem Bürgermeister ehrenamtlich ein Erster Stadtrat und sechs weitere Stadträte angehören. Die Stärke der in der Stadtverordnetenversammlung vertretenen Fraktionen spiegelt sich grundsätzlich in der Zusammensetzung des ehrenamtlichen Magistrats wider. Bürgermeister ist seit dem 1. April 2022 Heiko Siemon (CDU), der in der Kommunalpolitik zuletzt als Stadtrat dem Magistrat angehörte. Der Amtsvorgänger Alexander Altstadt (CDU) war wenige Monate nach Beginn seiner ersten Amtszeit schwer erkrankt und wurde am 1. November 2021 wegen Dienstunfähigkeit vorzeitig in den Ruhestand versetzt. Deshalb übernahm Erster Stadtrat Willy Keutzer (CDU) ab Ende 2019 kommissarisch die Leitung der Stadtverwaltung und die Wahl eines neuen Bürgermeisters musste vorgezogen werden. Heiko Siemon erhielt am 13. Februar 2022 im ersten Wahlgang bei 63,7 Prozent Wahlbeteiligung 50,3 Prozent der Stimmen.
Amtszeiten der Bürgermeister
- 2022–2028 Heiko Siemon (CDU)[17]
- 2019–2021 Alexander Altstadt (CDU)[18]
- 1995–2019 Hans-Jürgen Schäfer (CDU)
- 1970–1994 Siegfried Klee (SPD)
- 1960–1970 Hanns-Heinz Bielefeld (FDP)
- 1945–1960 …
- 1933–1945 …
- 1933 Alfred Klostermann (NSDAP)
- 1919–? Friedrich Niepoth, DVP
- 1880–? Otto Zinsser, NLP

### Städtepartnerschaften
Städtepartnerschaften gibt es mit folgenden Städten:
- Bogyiszló, Ungarn

## Kultur und Sehenswürdigkeiten
Für die unter Denkmalschutz stehenden Gebäude des Ortes siehe die Liste der Kulturdenkmäler in Schlitz (Vogelsbergkreis).

### Bauwerke
Eine Besonderheit bildet der sog. Burgenring – der Innenstadtbereich der Stadt Schlitz, der auf einem Hügel liegend, mit seiner Ansammlung von Burgen, Türmen, Herrenhäusern, der Stadtkirche und vielen Fachwerkhäusern ein gut erhaltenes, geschlossenes historisches Ensemble darstellt. Wegen des Burgenringes und der landschaftlichen Lage der Stadt wurde Schlitz in früheren Zeiten als das „hessische Rothenburg“ bezeichnet.
- Vorderburg
- Hinterburg
- Hinterturm (36 m Höhe) mit Turmauffahrt per Aufzug, in der Adventszeit: größte „Kerze“ der Welt. Dabei wird der Hinterturm in ein rotes seidenes Tuch gehüllt und eine Kerzenspitze aus mehreren hunderten Glühbirnen aufgesetzt, die schon von Weitem sichtbar ist.
- Schachtenburg
- Ottoburg
- Marktbrunnen
- Rathaus
- Auerhahn-Brauerei
- Schlitzer Kornbrennerei
- Burg Seeburg (beim Stadtteil Hartershausen)
- Schloss Hallenburg
- Schloss Berleburg
- Burg Niederschlitz
- Evangelische Stadtkirche (ehem. St. Margarethen), 812 geweiht[21]
- Evangelische Kirche Fraurombach (Heraklius-Wandmalereien)
- Sandkirche auf dem städt. Friedhof, 1612
- kath. Pfarrkirche Christkönig

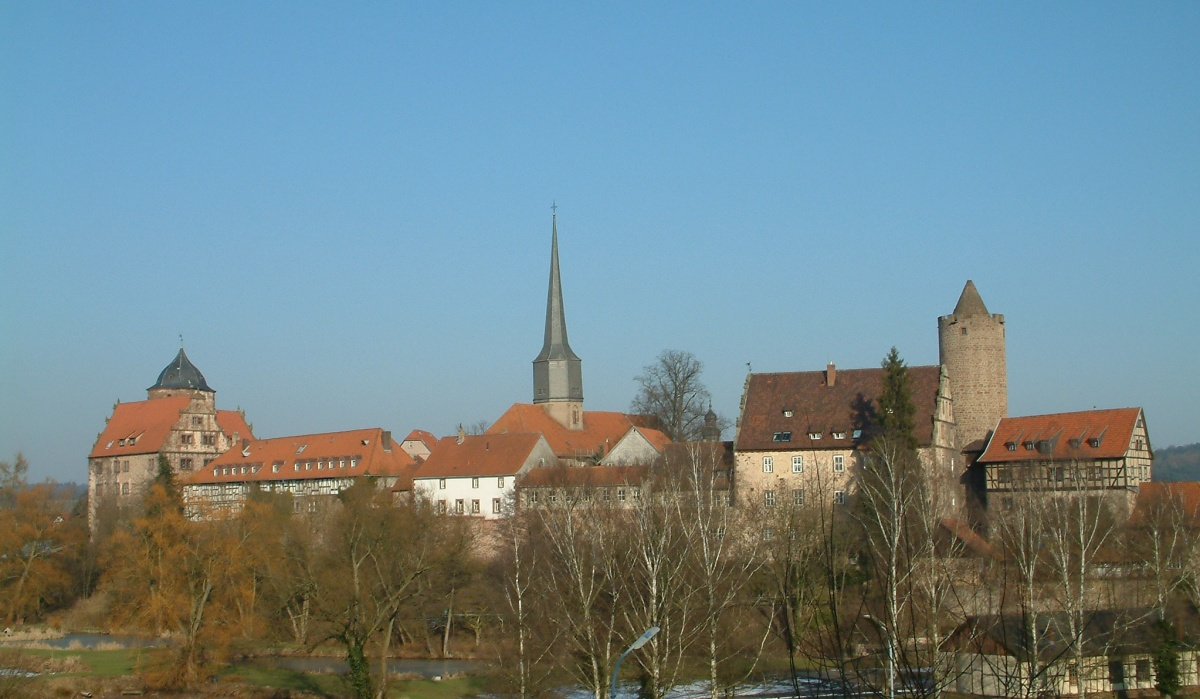
Stadt Schlitz
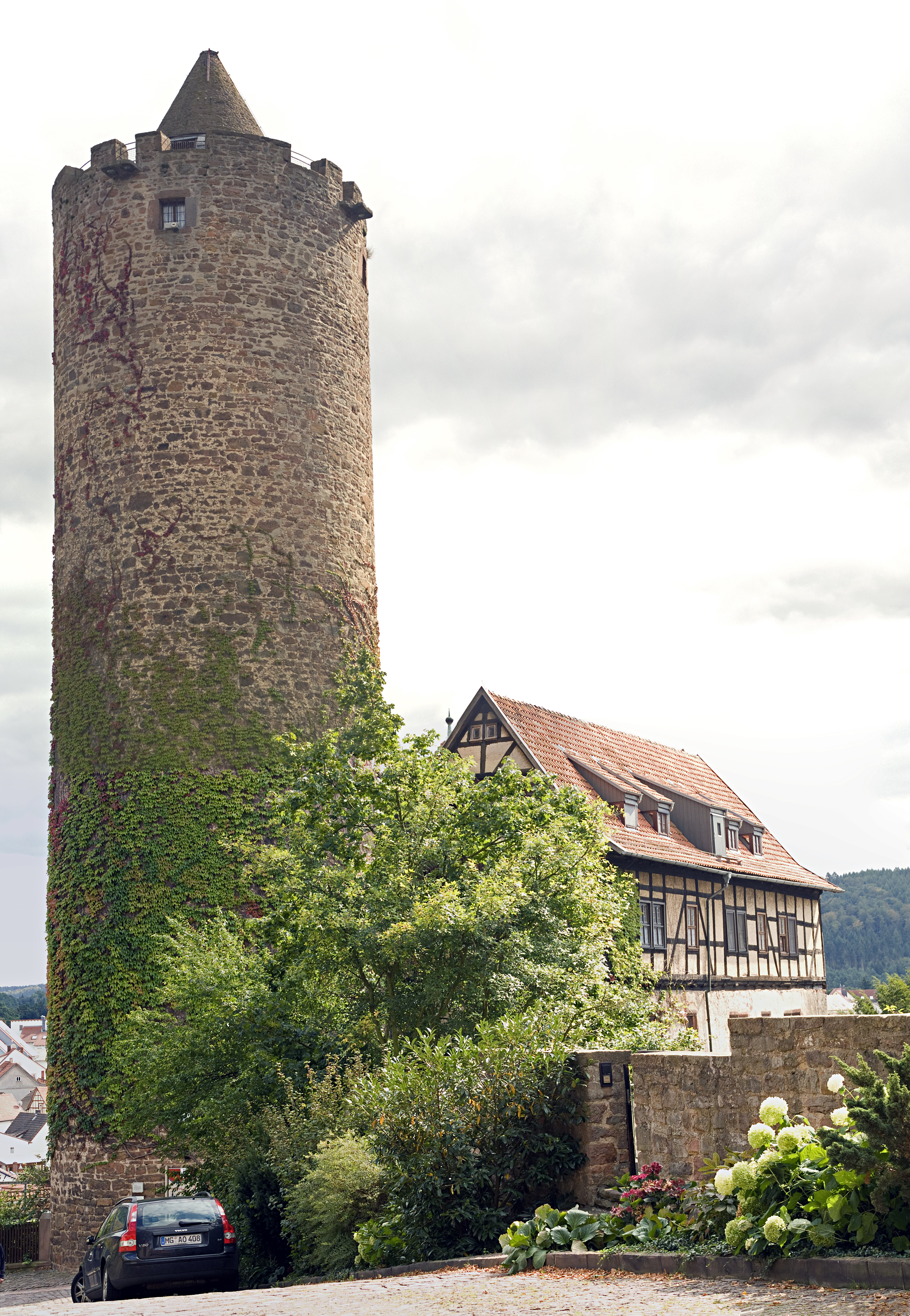
Hinterturm
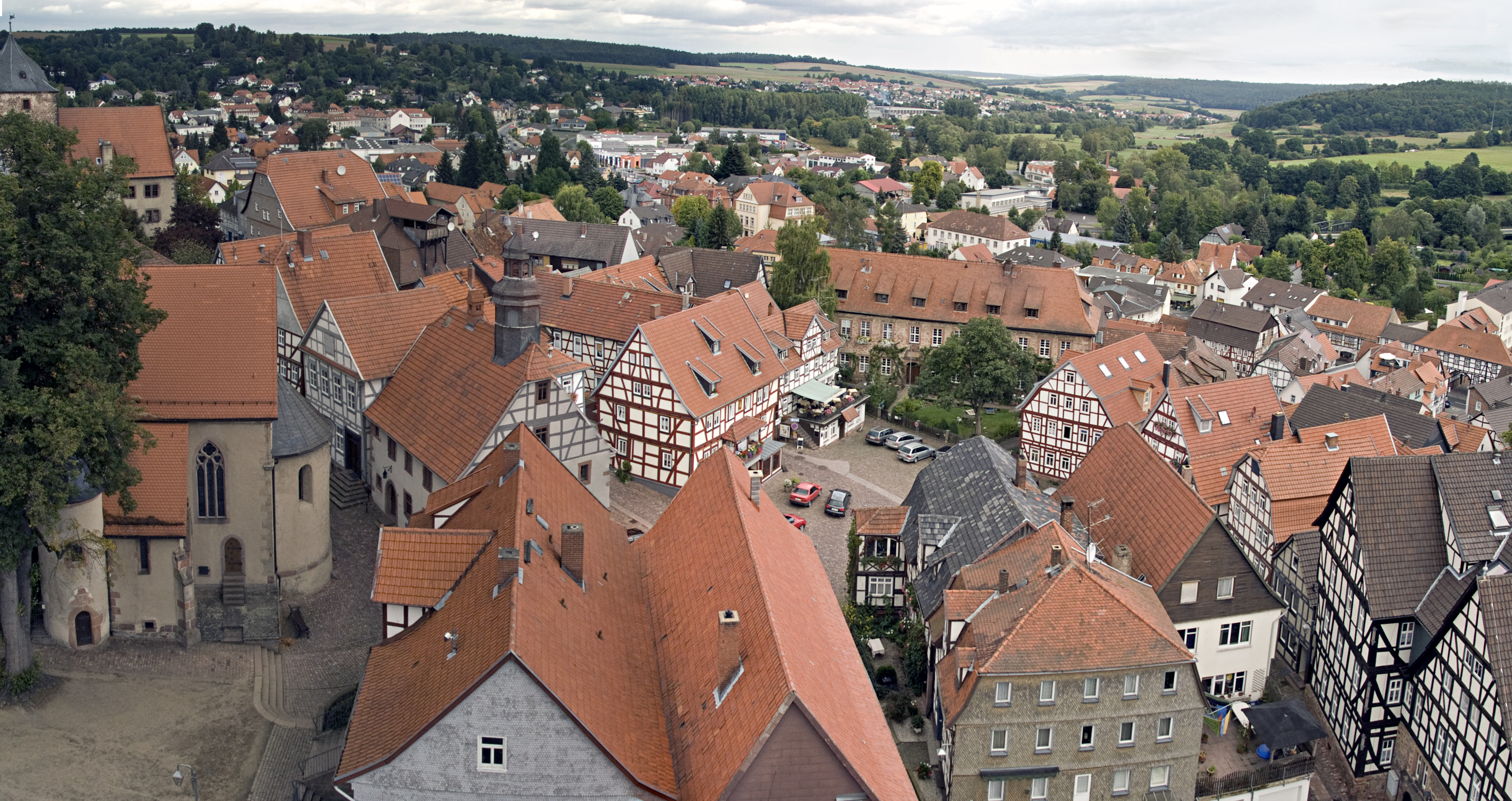
Blick vom Hinterturm
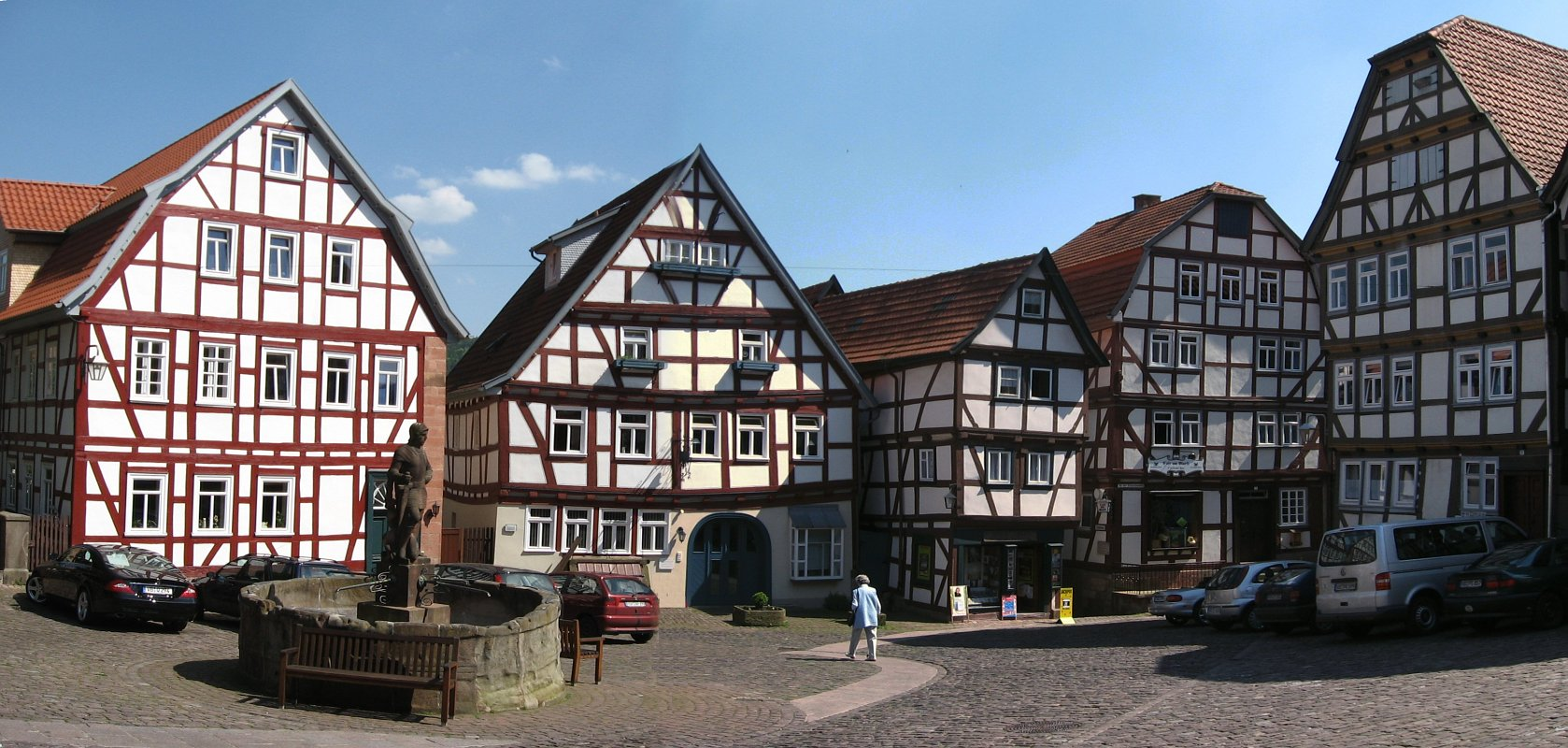
Fachwerkbauten am Markt
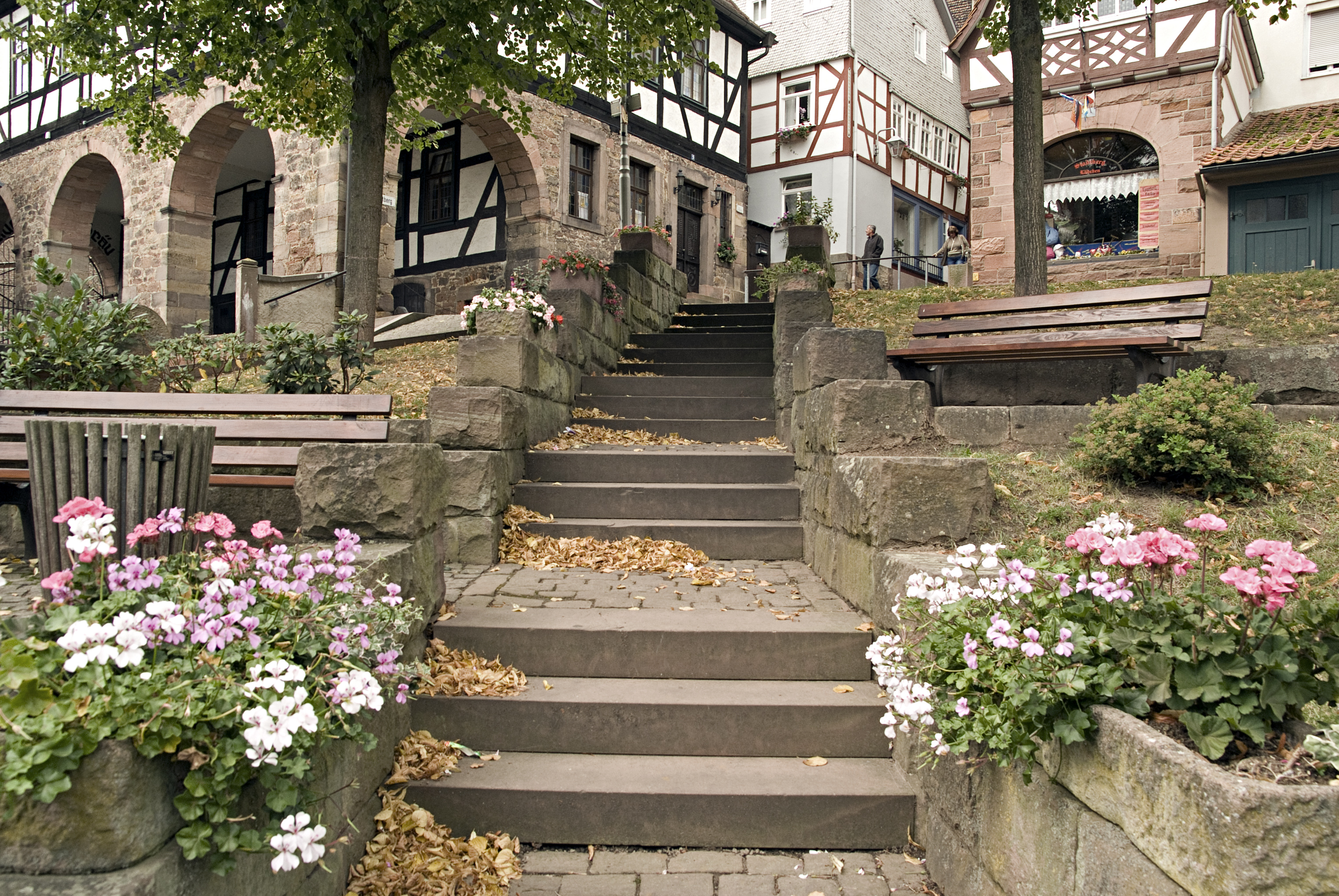
Stadtberg, Aufgang zum Marktplatz
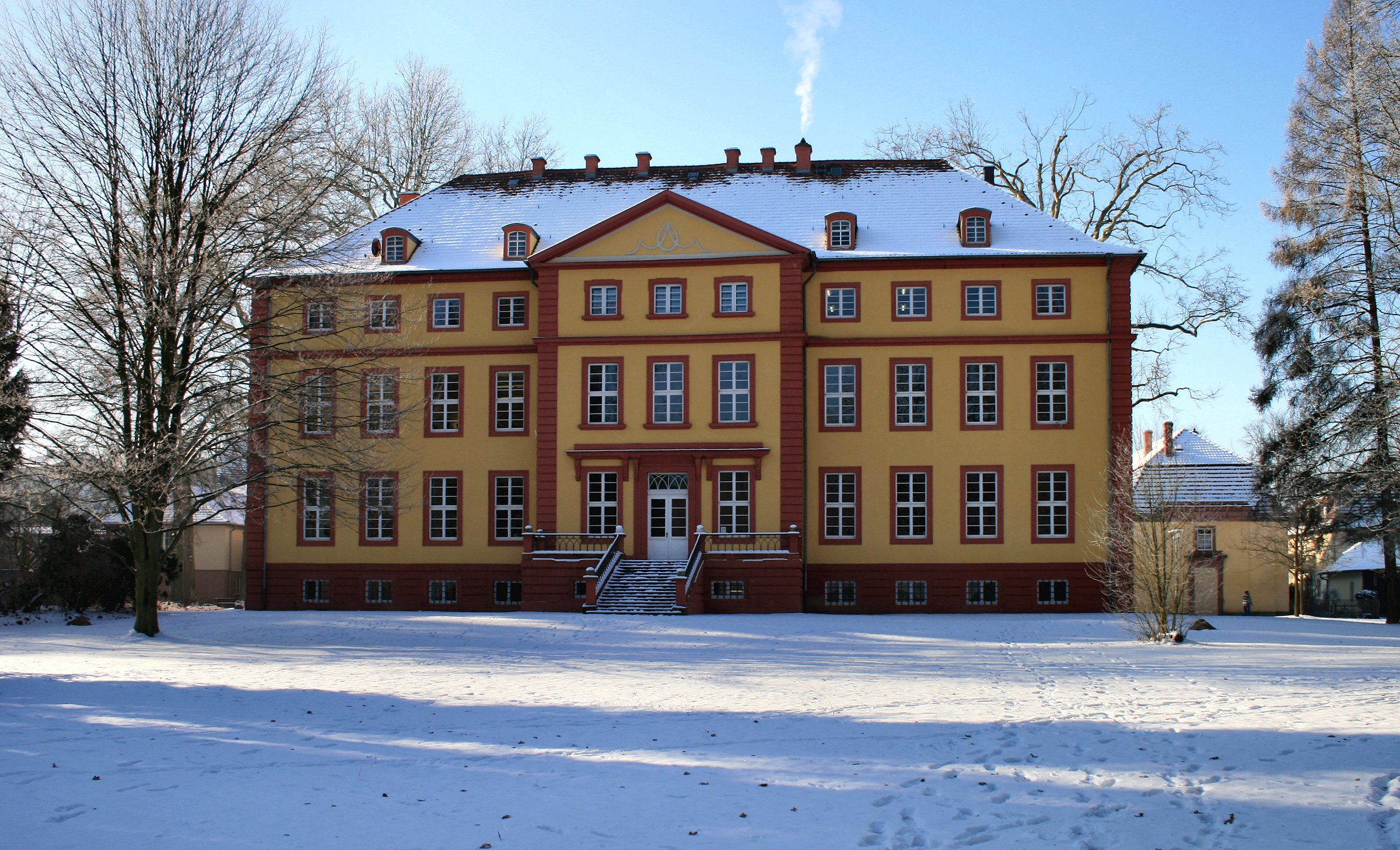
Schloss Hallenburg
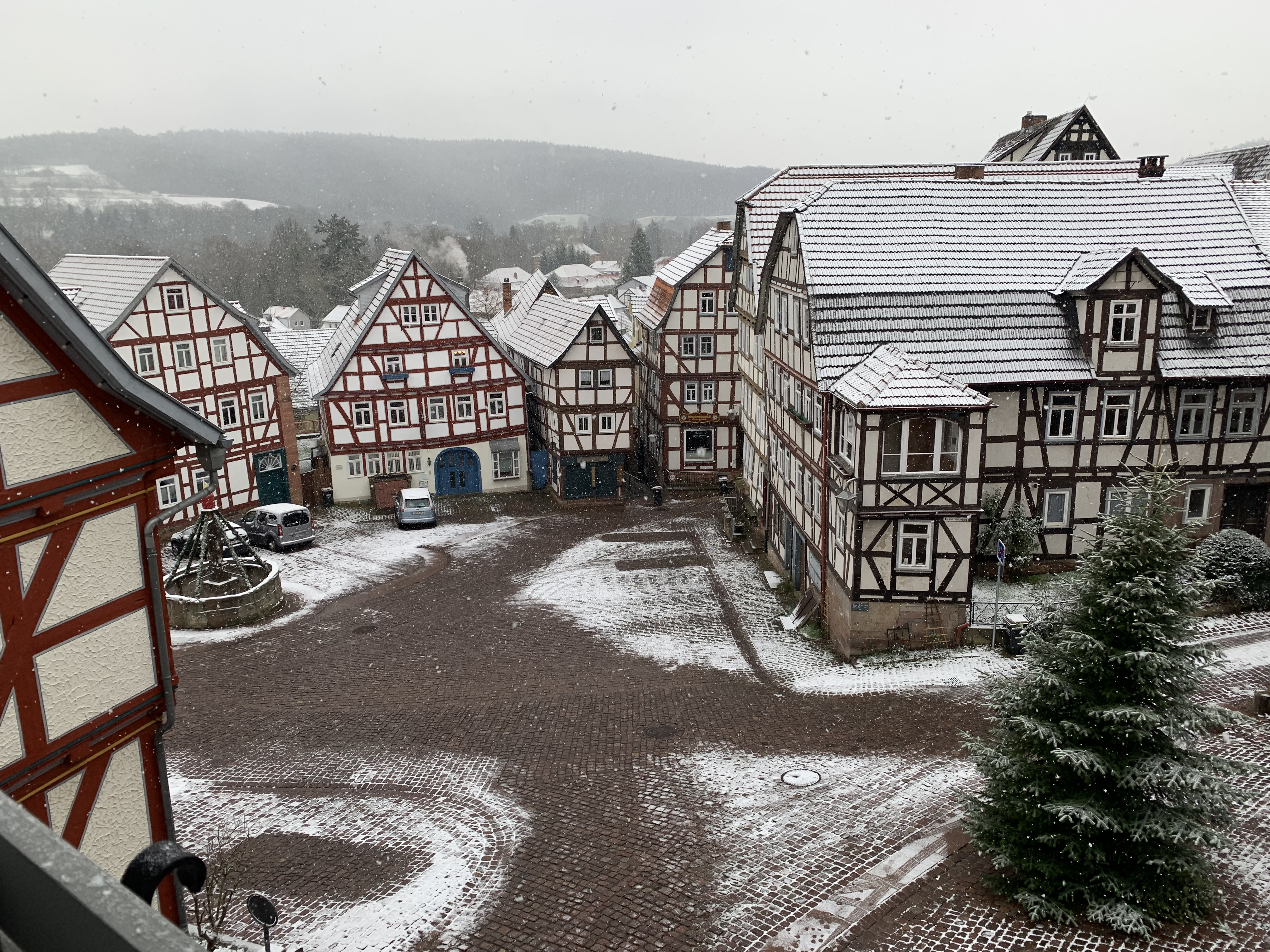
Marktplatz im Winter

### Museen
- Burgmuseum Schlitz[22]
- Dorfmuseum 'Buisch ahl Huss', Fraurombach[23]

### Regelmäßige Veranstaltungen
- Das Schlitzerländer Trachtenfest findet immer in ungeraden Jahren am zweiten Juliwochenende statt.
- Das Schlitzer Altbierfest, welches immer in den geraden Jahren im Juli stattfindet.
- Der Schlitzerländer Weihnachtsmarkt. Hierfür wird der Hinterturm durch Dekoration in eine „rote Kerze“ verwandelt.
- Das Schlitzer Runkelrübenfest, bei dem die ganze Stadt mit Runkelrüben verziert wird.

### Freizeit- und Sportanlagen
Die Stadt verfügt über ein Freibad, einen Campingplatz und eine Drei-Felder-Sporthalle. Im Stadtteil Pfordt befinden sich zwei Baggerseen.
Durch Schlitz verlaufen folgende Radwanderwege:
- Der verlängerte Vulkanradweg, der auf der ehemaligen Trasse der Oberwaldbahn von Altenstadt (Hess) in der Wetterau bis Lauterbach (Hess) führt und später bis Schlitz (Hess) verlängert wurde.
- Der Vulkanradweg ist inzwischen Teil des BahnRadwegs Hessen, der von Hanau auf ehemaligen Bahntrassen ca. 250 km durch den Vogelsberg und die Rhön führt.
- Der Hessische Radfernweg R7 verbindet Werra und Taunus über den Vogelsberg.
- Bis ins Fuldatal sind es auf dem R7 noch zwei Kilometer, wo der Hessische Radfernweg R1 (Fulda-Radweg) und die D-Route 9 (Weser-Romantische-Straße) verlaufen. Der R1 führt über 250 km von den Höhen der Rhön entlang der Fulda bis Bad Karlshafen an der Weser. Die D-Route 9 führt von der Nordsee über Bremen, Kassel, Fulda und das Taubertal nach Füssen im Allgäu (1.197 km).

### Vereine
- Schlitzer Kirmesburschen
- Automobilclub Schlitz e. V.
- 1. Ützhäuser Bauwagen – Club
- Backhuss-Jonge Willofs
- Egerländer Gmoi
- Freunde und Förderer der Hess. Akademie für musisch-kulturelle Bildung e. V.
- Förderverein Heraklius Wandmalereien in der Evangelischen Kirche Fraurombach e. V. (Sitz im Dorfmuseum 'Buisch ahl Huss', Fraurombach)[24]
- Geflügelzuchtverein Schlitz und Schlitzerland e. V.
- Heimat- und Trachtenfestverein Schlitzerland e. V.
- Hutzeljonge Hutzdorf
- Jugendfeuerwehr Rimbach
- Karnevalsverein Ützhausen
- Kirmesburschenschaften
- Kulturbund Queck
- Landfrauenverein Schlitz
- Rad-Wander-Ski-Club Ützhausen e. V.
- Schenne-Verein Hutzdorf
- Schlitzerländer Trachten- und Volkstanzkreis e. V.
- VHC Zweigverein Schlitz
- Zweitaktfreunde Schlitzerland
- Reit- und Fahrverein Schlitz und Schlitzerland e. V.

Örtliche Sportvereine sind unter anderem die TSG Slitisa e. V. Schlitz, der FSV Pfordt, der SV Willofs und der SV Queck.

### Schlitz im Film
- Tischlein deck dich, Eselein streck dich, Knüppel aus dem Sack (UFA 1921, Regie: Wilhelm Prager)
- Herr Hesselbach und das Festival (Folge 50 / Episode 8 in der 3. Staffel der Fernsehserie Die Firma Hesselbach, ARD/HR 1967, Regie: Harald Schäfer)[26]
- Die Wolke (2006, Regie: Gregor Schnitzler)
- Das Märchen vom Schlaraffenland (ARD/HR 2016, Regie: Carsten Fiebeler)

### Fluss-Station Schlitz
Von 1951 bis 2006 war in Schlitz die Fluss-Station Schlitz angesiedelt, erstes Fließgewässer-Institut weltweit. Es war eine Außenstelle des Max-Planck-Instituts für Limnologie, die die Ökologie des Breitenbachs in den zwei Naturschutzgebieten Breitenbachtal und Breitecke erforschte. Ihre Gründung ging auf eine studentische Initiative zurück, die durch die Stiftung des Institutsgebäudes durch Graf Otto Hartmann von Schlitz, genannt von Görtz ihre Basis erhielt. Der Breitenbach wurde durch eine Vielzahl von Untersuchungen und Veröffentlichungen eines der am besten erforschten und dokumentierten Fließgewässer der Welt. Im Jahre 2006 arbeiteten in der limnologischen Forschungsstation 21 Personen, darunter fünf Wissenschaftler. Etwa 1100 wissenschaftliche Publikationen waren in den 55 Jahren über den Breitenbach verfasst worden. Im Jahre 2006 wurde diese Forschungsstation mit der Emeritierung des wissenschaftlichen Leiters Peter Zwick von der Max-Planck-Gesellschaft geschlossen. Einer der renommierten Vorgänger Zwicks war der Biologe und Autor Joachim Illies, Vater des Publizisten und Schriftstellers Florian Illies.

## Wirtschaft und Infrastruktur

### Unternehmen
| Unternehmen                                       | Branche          | in Schlitz seit | Mitarbeiter | Anmerkungen                                                    |
| ------------------------------------------------- | ---------------- | --------------- | ----------- | -------------------------------------------------------------- |
| Schlitzer Korn- & Edelobstbrennerei GmbH          | Spirituosen      | 1585            | 19          | eine der ältesten Brennereien Deutschlands                     |
| Lampenwelt GmbH                                   | Handel           | 2004            | 550         | Einer der größten Online-Händler für Leuchten und Leuchtmittel |
| Langheinrich GmbH                                 | Textilindustrie  | 1832            | 120         | -                                                              |
| EICHHOFF Kondensatoren GmbH                       | Elektroindustrie | 1919            | -           | -                                                              |
| Schlitzer Leinen-Industrie Driessen GmbH & Co. KG | Textilindustrie  | 1933            | 30          | -                                                              |
| Pfeifer Group                                     | Holzindustrie    | -               | 75          | ehemals Holzindustrie Schlitz GmbH & Co. KG                    |
| KEP AG                                            | Logistik         | 1993            | -           | -                                                              |

### Verkehr
Schlitz ist für den Fernverkehr über die A 7 über die Abfahrt Hünfeld/Schlitz erreichbar. In der Nähe liegen die Städte Fulda und Lauterbach.
Der Bahnhof Schlitz (Hess) lag an der Bahnstrecke Bad Salzschlirf–Niederjossa. Diese Bahnstrecke ist stillgelegt.

### Öffentliche Einrichtungen
Es existieren eine Leihbücherei, eine Musikschule, ein Bürgerhaus und ein Freibad.

### Bildung
In Schlitz befindet sich:
- Hessische Akademie für musisch-kulturelle Bildung – Landesmusikakademie Hessen (Landesmusikakademie) im Schloss Hallenburg.
- Gesamtschule Schlitzerland
- Dieffenbachschule (Grundschule)

## Persönlichkeiten

### Söhne und Töchter der Stadt
In chronologischer Sortierung nach Geburtsjahr
- Friedrich Wilhelm von Schlitz (1647–1728), Geheimrat und Kammerpräsident
- Johann von Schlitz (1683–1747), Erbmarschall im Hochstift Fulda, Kammerjunker und Schlosshauptmann in Kurhannover
- Karl Friedrich Adam von Schlitz (1733–1797), königlich-preußischer General der Kavallerie
- Johann Eustach von Görtz (1737–1821), Erzieher und Diplomat
- Carl Heinrich von Schlitz genannt von Görtz (1752–1826), Standesherr, Beamter und Politiker
- Heinrich Fresenius (1785–1846), Landtagsabgeordneter
- Heinrich Schäfer (1794–1869), Historiker
- Georg Christian Dieffenbach (1822–1901), Pfarrer und Dichter
- Karl von Schlitz (1822–1885), Standesherr, Jurist und Politiker
- Georg Gottlieb Schneller (1855–1905), Architekt der Neugotik
- Ernst Süffert (1863–1933), Verwaltungsjurist, Präsident der Oberrechnungskammer und des hessischen Verwaltungsgerichtshofs
- Karl von Stockhausen (1879–1955), Elektroingenieur und Politiker
- Friedrich Niepoth (1888–1963), Bürgermeister von Schlitz und Landtagsabgeordneter (DVP)
- Jost Trier (1894–1970), Altgermanist
- Bianca Döring (* 1957), Schriftstellerin, Musikerin und Malerin
- Volker Jung (* 1960), Kirchenpräsident der Evangelischen Kirche in Hessen und Nassau
- Florian Illies (* 1971), Journalist, Schriftsteller, der in seinem Buch Ortsgespräch das deutsche Landleben am Beispiel seines Heimatortes beschreibt.

### Weitere Persönlichkeiten
In chronologischer Sortierung nach Geburtsjahr
- Cyriacus Spangenberg (1528–1604), evangelischer Theologe, Kirchenlieddichter und Historiker. War von 1581 bis 1595 Pfarrer in Schlitz.
- Johann Ferdinand Schlez (1759–1839), Geistlicher, Pädagoge und Schriftsteller, Schulinspektor und Konsistorialrat am Ort, reformierte das Schulwesen
- Gudrun Pausewang (1928–2020), Autorin, lebte von 1972 bis 2016 in der Stadt. 2003 wurde sie zur Ehrenbürgerin der Stadt Schlitz ernannt. Sie verstarb am 23. Januar 2020 in der Nähe von Bamberg. Ihre zwei bekanntesten Bücher spielen teilweise in Schlitz: Die Wolke und Die letzten Kinder von Schewenborn (Schlitz wird hier zwar Schewenborn genannt, die Beschreibung des Ortes und der Umgebung ist jedoch eindeutig. In einem Nachwort weist die Autorin zudem ausdrücklich darauf hin, dass Schlitz gemeint ist).